# 背負落
背負落（せおいおとし）は、柔道の投げ技手技の一つ。講道館や国際柔道連盟 (IJF) での正式名。IJF略号SOO。別名膝立背負投（ひざだちせおいなげ）。

## 概要
基本形は背負投の形（体勢）から片膝または、両膝を畳について、そこを支点にして、引き落とすように投げる。
また、片膝または、両膝を畳について入ったが、膝を離して腰を上げて背負って投げた場合は、背負投、一本背負投となる。
なお、日本では中学生以下は安全のため、または基本に忠実な技を身につけるために両膝をついて技をかけることは反則になっている。

## 歴史
講道館の柔道家、南摩紀麿が編み出した「南摩落」がその起源といわれている。
この技は釣り手を一本背負のように相手の腕をかかえ、引き手は相手の前帯を持って、膝をついて投げるというものであった。
昭和初期頃まで背負落といえばこの技法であったが、いつしか、背負投から膝をついたものが背負落と認識されていった。
講道館の公式動画では、背負投の体勢から両膝を畳について、そこを支点にして、引き落とすように投げるタイプを紹介しているが、他にも、参考書や教科書で「上半身が背負投で、下半身が体落の使い方の形」という形のタイプを紹介しているものも多い。
手だけで投げるといっても、手投げではなく、片膝もしくは、両膝をついたまま、そこを支点にして、手だけで引き落として投げる。

## 変化
2013年2月から試験的に導入され 、のちに本格的に導入となったルールにより、相手の帯より下に触る脚掴みが禁止となり、以下の変化技である外無双や内無双は国際ルールでは使用できなくなった。

### 外無双
外無双（そとむそう）は相撲の外無双をかけながらの背負落。1982年の「講道館柔道の投技の名称」制定に向けて講道館では新名称の候補に挙がったが背負落の一つ場合とすることになり、採用されなかった。
国際ルールに準じて行われる2025年の皇后盃全日本女子柔道選手権大会、全日本柔道選手権大会では上衣掴みより遅い脚掴みを解禁。しかし上衣掴みと脚掴みがほぼ同時の場合は指導のままである。だがこの技については補助的に脚に触ってる掴んでいるに過ぎないとしてほぼ同時でも認めることとなった
。外無双を掛けながらの一本背負投は背負い刈りである。

### 内無双
内無双（うちむそう）は相撲の内無双をかけながらの背負落。1982年の「講道館柔道の投技の名称」制定に向けて講道館では新名称の候補に挙がったが背負落の一つ場合とすることになり、採用されなかった。

### 一本背負投落し
一本背負投落し（いっぽんせおいなげおとし）は一本背負投の形から片膝または、両膝を畳について、そこを支点にして、引き落とすように投げる背負落。内巻込とよく似ているが、引き落とすか首に巻きつけて投げるかの違いがある。

## 分類と名称
2011年のライターのウン・ヨウのブログによると日本人は背負投の逆背負投を「逆背負落」と呼び、ニール・アダムスは「Reverse Seoi Nage」（逆背負投）と呼んでいた。ウン・ヨウは多くは仰向けに転がすドロップ技なので「逆背負落」のほうが適切だろうが、相手を跳ね上げて仰向けに投げる場合は「逆背負投」のほうが適切だろう、と述べている。